# Asparagaceae
Le Asparagacee (Asparagaceae Juss., 1789) sono una famiglia di piante angiosperme monocotiledoni dell'ordine Asparagales.

## Tassonomia
La famiglia Asparagaceae non è contemplata nel Sistema Cronquist che collocava queste specie all'interno della famiglia delle Liliacee. La classificazione APG II del 2003 lasciava aperte due possibilità per la classificazione della famiglia: o come Asparagaceae sensu lato, combinando sette famiglie precedentemente riconosciute, oppure come Asparagaceae sensu stricto, includendo pochi generi (in particolare, i generi Asparagus e Hemiphylacus).
La revisione successiva, il sistema di classificazione APG III del 2009, ammette solamente l'opzione in senso ampio.
La famiglia è suddivisa nelle seguenti sottofamiglie:
- sottofamiglia Agavoideae
  - Agave L.
  - Anemarrhena Bunge
  - Anthericum L.
  - Behnia Didr.
  - Beschorneria Kunth
  - Camassia Lindl.
  - Chlorogalum (Lindl.) Kunth
  - Chlorophytum Ker Gawl.
  - Clara Kunth
  - Diamena Ravenna
  - Diora Ravenna
  - Diuranthera Hemsl.
  - Echeandia Ortega
  - Eremocrinum M.E.Jones
  - Furcraea Vent.
  - Hagenbachia Nees & Mart.
  - Hastingsia S.Watson
  - Herreria Ruiz & Pav.
  - Herreriopsis H.Perrier
  - Hesperaloe Engelm. in S.Watson
  - Hesperocallis A.Gray
  - Hesperoyucca (Engelm.) Trel.
  - Heteropolygonatum M.N.Tamura & Ogisu
  - Hooveria D.W.Taylor & D.J.Keil
  - Hosta Tratt.
  - Leucocrinum Nutt. ex A.Gray
  - Paradisea Mazzuc.
  - Schoenolirion Durand
  - Trihesperus Herb.
  - Yucca L.
- sottofamiglia Aphyllanthoideae
  - Aphyllanthes L.
- sottofamiglia Asparagoideae
  - Asparagus Tourn. ex L.
  - Hemiphylacus S.Watson
- sottofamiglia Brodiaeoideae
  - Androstephium Torr.
  - Bessera Schult.f.
  - Bloomeria Kellogg
  - Brodiaea Sm.
  - Dandya H.E.Moore
  - Dichelostemma Kunth
  - Dipterostemon Rydb.
  - Jaimehintonia B.L.Turner
  - Milla Cav.
  - Muilla S.Watson ex Benth.
  - Petronymphe H.E.Moore
  - Triteleia Douglas ex Lindl.
  - Triteleiopsis Hoover
  - Xochiquetzallia J.Gut.
- sottofamiglia Lomandroideae
  - Acanthocarpus Lehm.
  - Arthropodium R.Br.
  - Chamaexeros Benth.
  - Cordyline Comm. ex R.Br.
  - Dichopogon Kunth
  - Eustrephus R.Br.
  - Laxmannia R.Br.
  - Lomandra Labill.
  - Romnalda P.F.Stevens
  - Sowerbaea Sm.
  - Thysanotus R.Br.
  - Trichopetalum Lindl.
  - Xerolirion A.S.George
- sottofamiglia Nolinoideae
  - Aspidistra Ker Gawl.
  - Beaucarnea Lem.
  - Comospermum Rauschert
  - Convallaria L.
  - Danae Medik.
  - Dasylirion Zucc.
  - Disporopsis Hance
  - Dracaena Vand. ex L.
  - Eriospermum Jacq.
  - Liriope Lour.
  - Maianthemum F.H.Wigg.
  - Nolina Michx.
  - Ophiopogon Ker Gawl.
  - Peliosanthes Andrews
  - Polygonatum Mill.
  - Reineckea Kunth
  - Rohdea Roth
  - Ruscus L.
  - Semele Kunth
  - Speirantha Baker
  - Theropogon Maxim.
  - Tupistra Ker Gawl.
- sottofamiglia Scilloideae
  - Albuca L.
  - Alrawia (Wendelbo) Perss. & Wendelbo
  - Austronea Mart.-Azorín, M.B.Crespo, M.Pinter & Wetschnig
  - Barnardia Lindl.
  - Bellevalia Lapeyr.
  - Bowiea Harv. ex Hook.f.
  - Brimeura Salisb.
  - Daubenya Lindl.
  - Dipcadi Medik.
  - Drimia Jacq.
  - Drimiopsis Lindl. & Paxton
  - Eucomis L'Hér.
  - Fessia Speta
  - Fusifilum Raf.
  - Hyacinthella Schur
  - Hyacinthoides Heist. ex Fabr.
  - Hyacinthus Tourn. ex L.
  - Lachenalia J.Jacq. ex Murray
  - Ledebouria Roth
  - Leopoldia Parl.
  - Massonia Thunb. ex Houtt.
  - Merwilla Speta
  - Muscari Mill.
  - Namophila U.Müll.-Doblies & D.Müll.-Doblies
  - Ornithogalum L.
  - Oziroe Raf.
  - Prospero Salisb.
  - Pseudogaltonia (Kuntze) Engl.
  - Pseudomuscari Garbari & Greuter
  - Pseudoprospero Speta
  - Puschkinia Adams
  - Resnova van der Merwe
  - Schizocarphus van der Merwe
  - Scilla L.
  - Spetaea Wetschnig & Pfosser
  - Veltheimia Gled.
  - Zagrosia Speta
  - Zingela N.R.Crouch, Mart.-Azorín, M.B.Crespo, M.Pinter & M.Á.Alonso

### Alcune specie

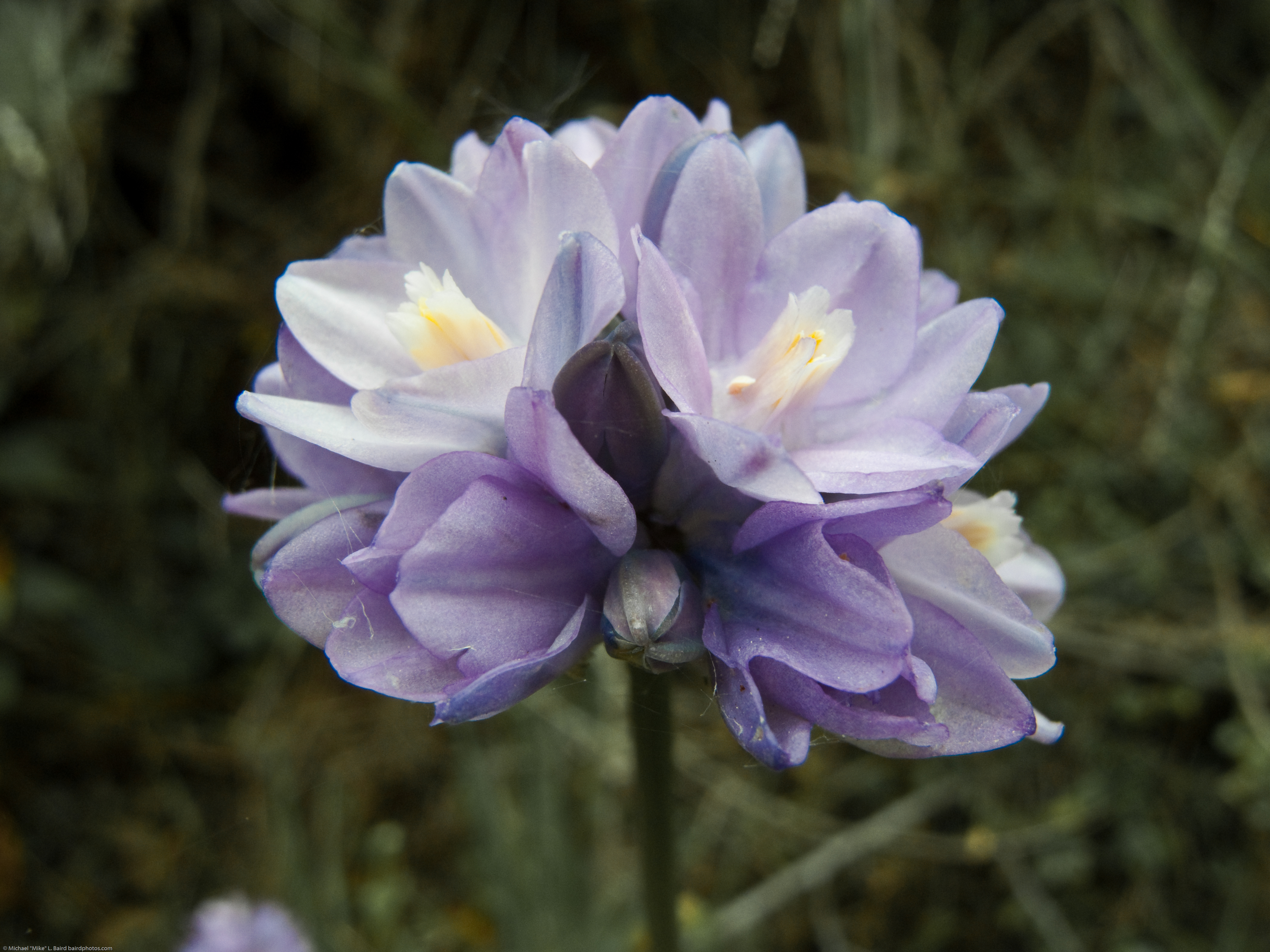
Dipterostemon capitatus
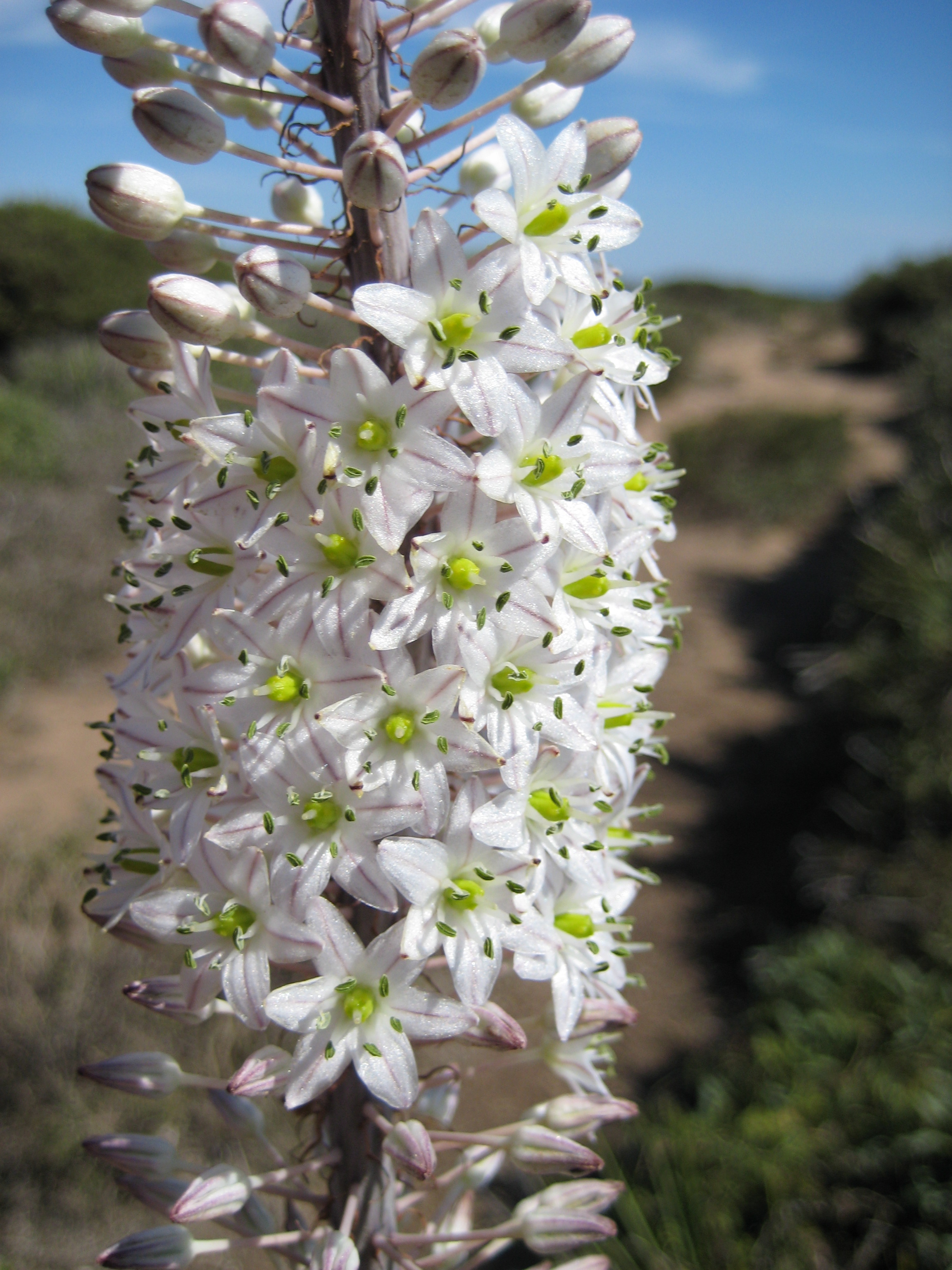
Drimia maritima
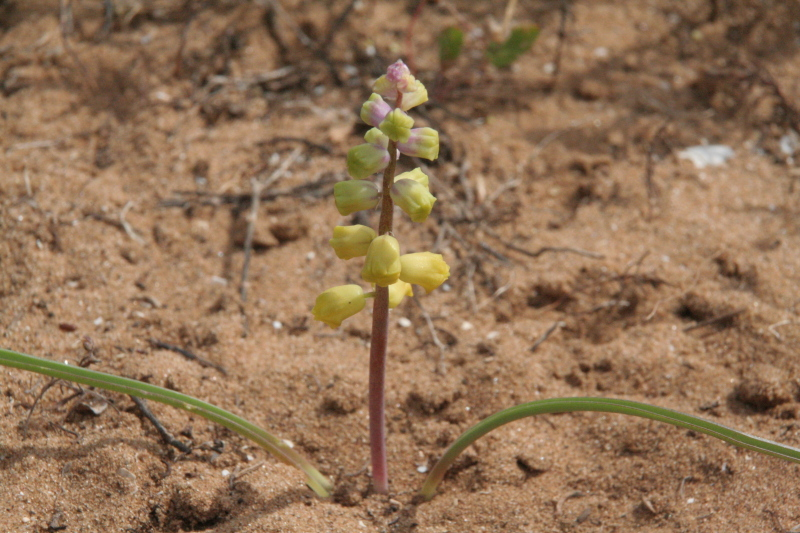
Leopoldia gussonei
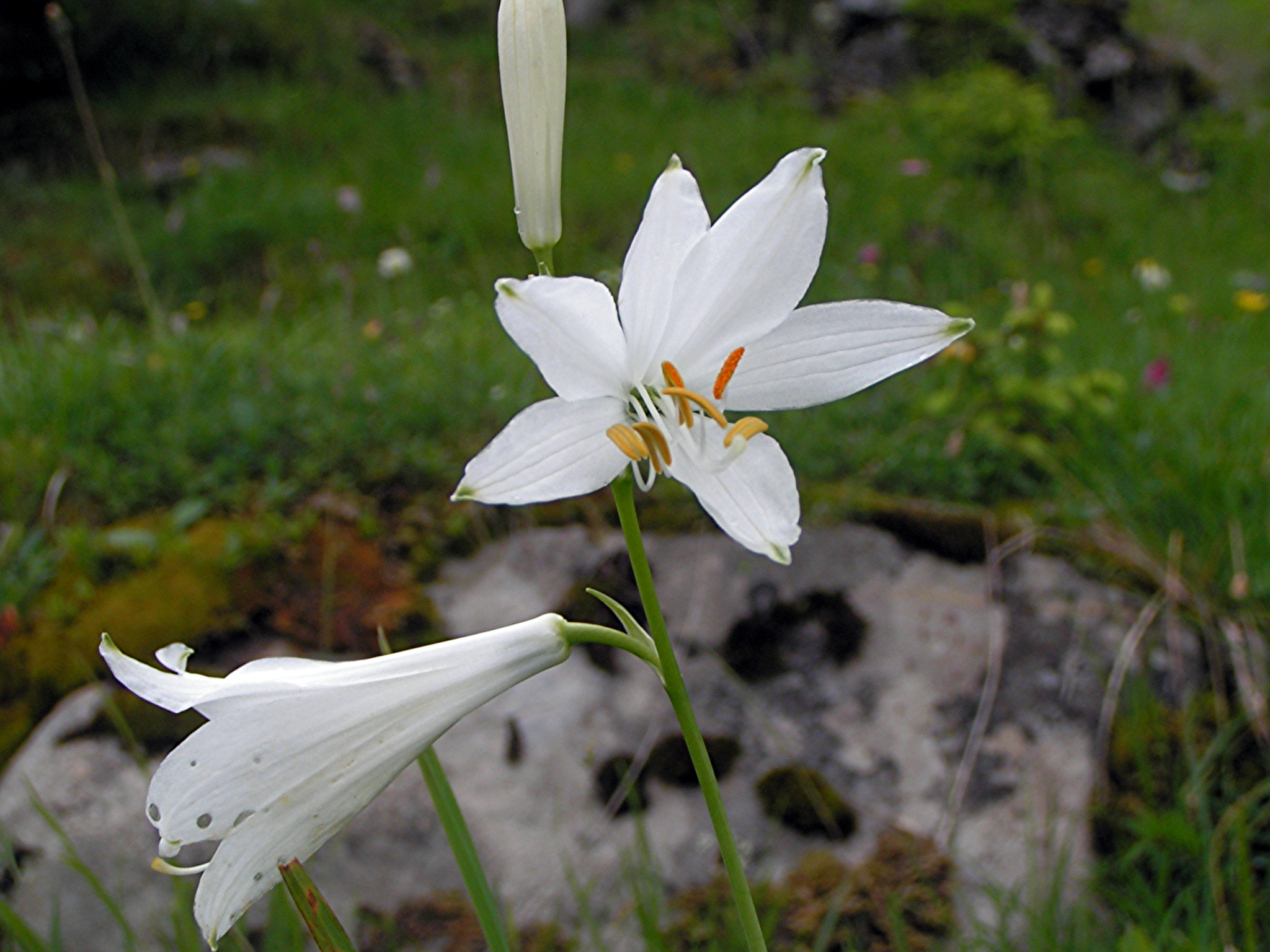
Paradisea liliastrum
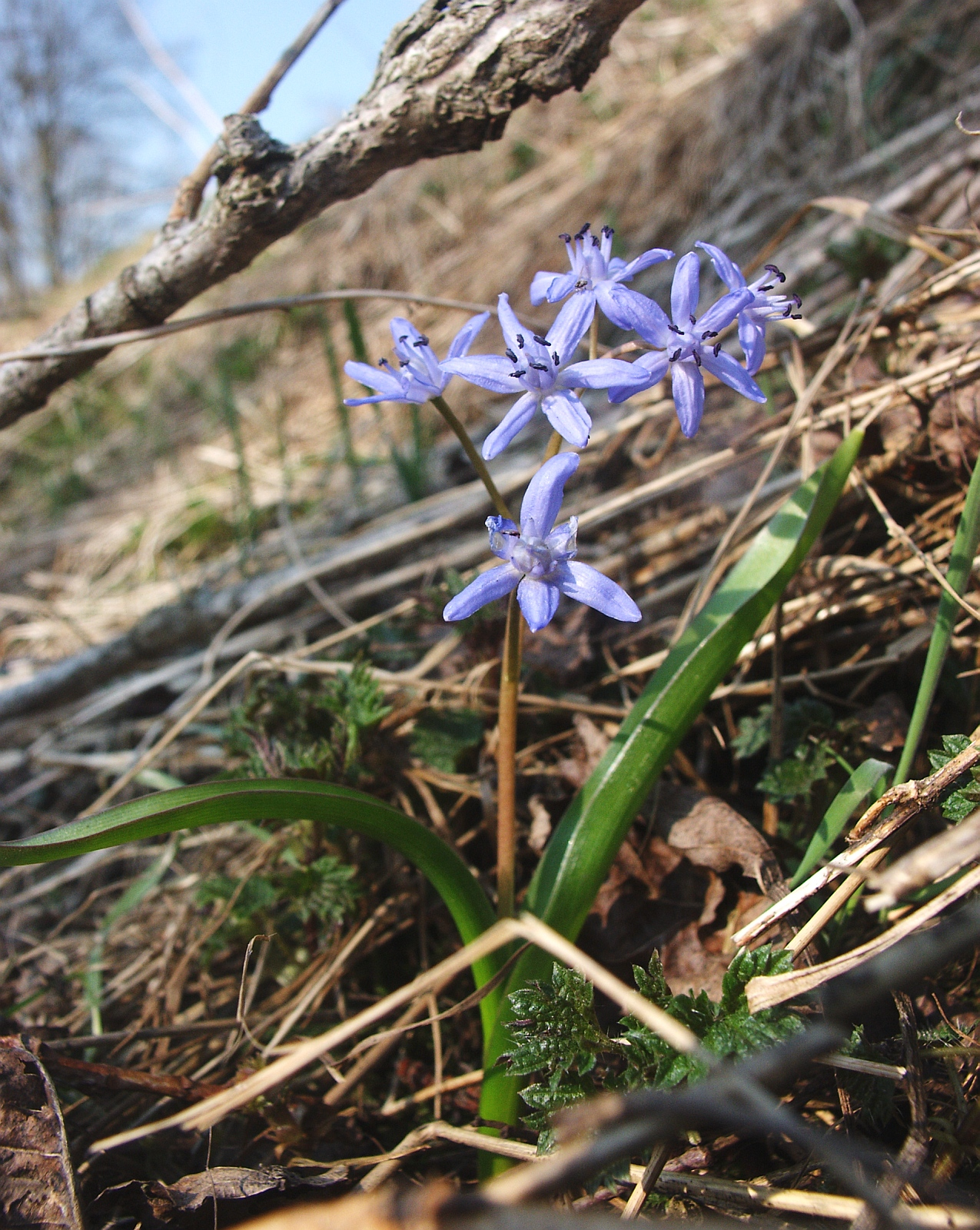
Scilla bifolia

### Filogenesi
Le probabili relazioni filogenetiche tra le sette sottofamiglie sono mostrate nel seguente cladogramma:
|  | Agavoideae                                                    |
|  |                                                               |
|  | \| \| Brodiaeoideae \| \| \| \| \| \| Scilloideae \| \| \| \| |
|  |                                                               |
|  | Brodiaeoideae                                                 |
|  |                                                               |
|  | Scilloideae                                                   |
|  |                                                               |

|  | Brodiaeoideae |
|  |               |
|  | Scilloideae   |
|  |               |

|  | Agavoideae                                                    |
|  |                                                               |
|  | \| \| Brodiaeoideae \| \| \| \| \| \| Scilloideae \| \| \| \| |
|  |                                                               |
|  | Brodiaeoideae                                                 |
|  |                                                               |
|  | Scilloideae                                                   |
|  |                                                               |

|  | Brodiaeoideae |
|  |               |
|  | Scilloideae   |
|  |               |

|  | Lomandroideae                                                 |
|  |                                                               |
|  | \| \| Asparagoideae \| \| \| \| \| \| Nolinoideae \| \| \| \| |
|  |                                                               |
|  | Asparagoideae                                                 |
|  |                                                               |
|  | Nolinoideae                                                   |
|  |                                                               |

|  | Asparagoideae |
|  |               |
|  | Nolinoideae   |
|  |               |

|  | Agavoideae                                                    |
|  |                                                               |
|  | \| \| Brodiaeoideae \| \| \| \| \| \| Scilloideae \| \| \| \| |
|  |                                                               |
|  | Brodiaeoideae                                                 |
|  |                                                               |
|  | Scilloideae                                                   |
|  |                                                               |

|  | Brodiaeoideae |
|  |               |
|  | Scilloideae   |
|  |               |

|  | Agavoideae                                                    |
|  |                                                               |
|  | \| \| Brodiaeoideae \| \| \| \| \| \| Scilloideae \| \| \| \| |
|  |                                                               |
|  | Brodiaeoideae                                                 |
|  |                                                               |
|  | Scilloideae                                                   |
|  |                                                               |

|  | Brodiaeoideae |
|  |               |
|  | Scilloideae   |
|  |               |

|  | Lomandroideae                                                 |
|  |                                                               |
|  | \| \| Asparagoideae \| \| \| \| \| \| Nolinoideae \| \| \| \| |
|  |                                                               |
|  | Asparagoideae                                                 |
|  |                                                               |
|  | Nolinoideae                                                   |
|  |                                                               |

|  | Asparagoideae |
|  |               |
|  | Nolinoideae   |
|  |               |